# 냐짱역
냐짱역(베트남어: Ga Nha Trang / 驛芽莊)은 베트남 남중부 카인호아성의 냐짱 프억떤 방에 위치한 베트남 철도 남북선의 주요 역이다. 1945년 10월 23일 새벽 프랑스의 발포에 저항한 역사적 유적지이기도 하다.

## 역사
냐짱역은 1936년 9월 2일 개장되었다. 이곳은 프랑스 식민지 군대의 포 사격에 저항해 싸운 역사적 유적지이기도 하다. 오늘날까지 이 역은 프랑스 건축양식의 독특함을 보존하고 있다. 당시에는 역 앞에 큰 화원이 있었다. 그후 1945년 10월 23일 밤에 프랑스 군대에 저항해 싸운 지도자의 이름을 따서 보반끼 공원으로 이름지었다가 현재는 10-23 공원이 되었다.

## 기차
- SNT1-2
- SNT3-4
- SQN1-2